# Salmbach
Salmbach là một xã thuộc tỉnh Bas-Rhin trong vùng Grand Est đông bắc Pháp.

## Gallery

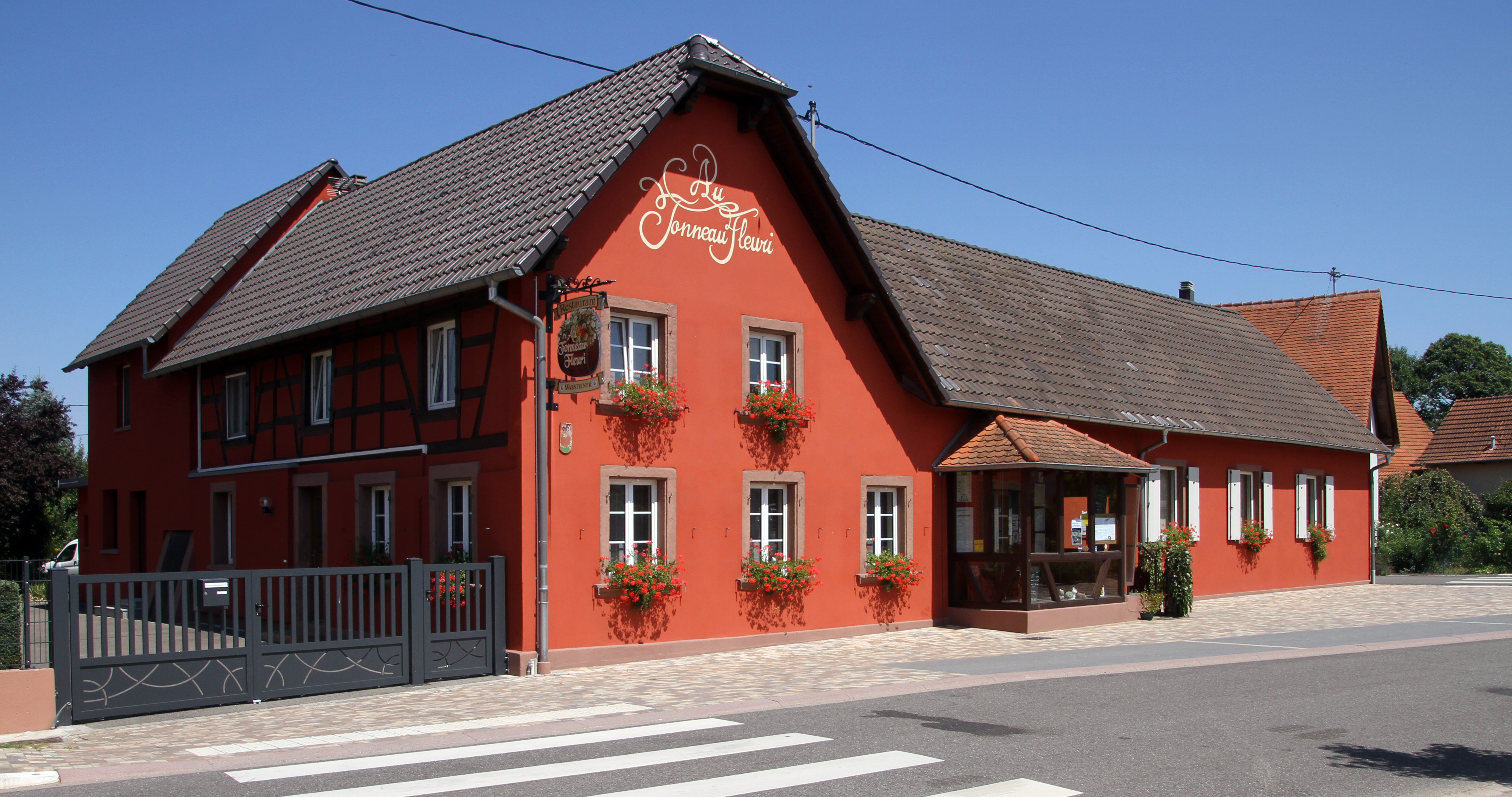
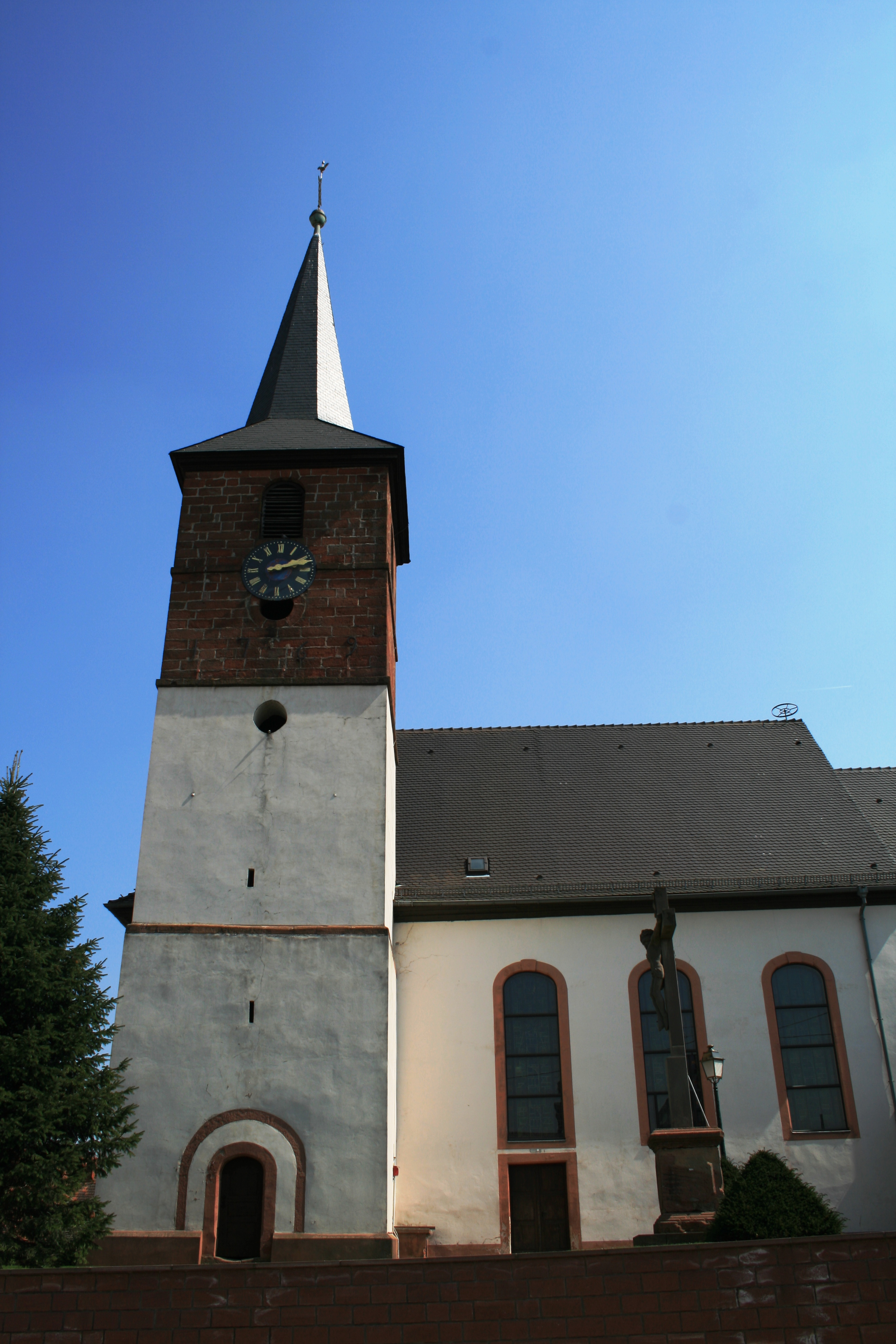
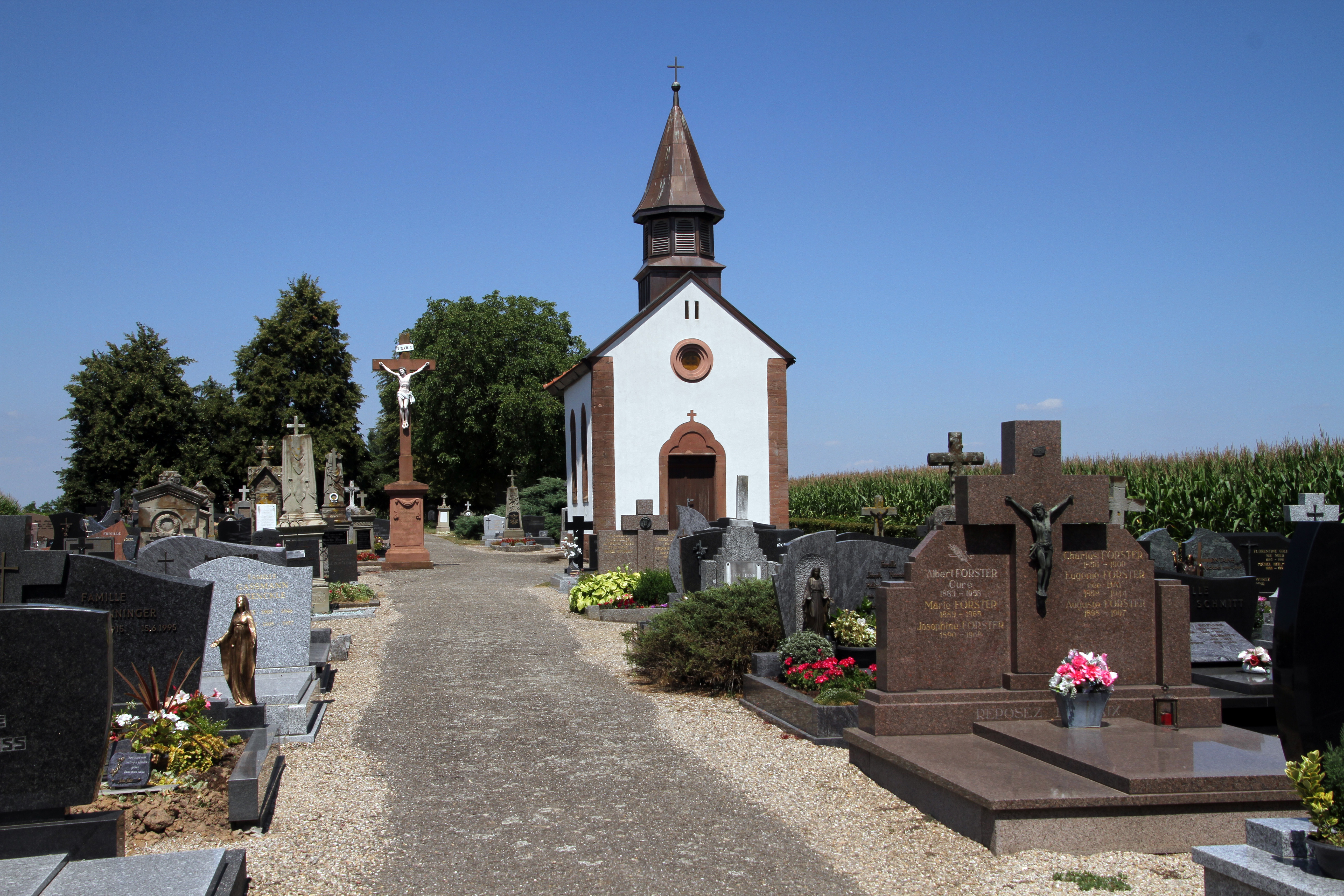